# 及川うみ
及川 うみ（おいかわ うみ、1992年1月8日 - ）は、日本のAV女優。NAXプロモーション所属。

## 略歴

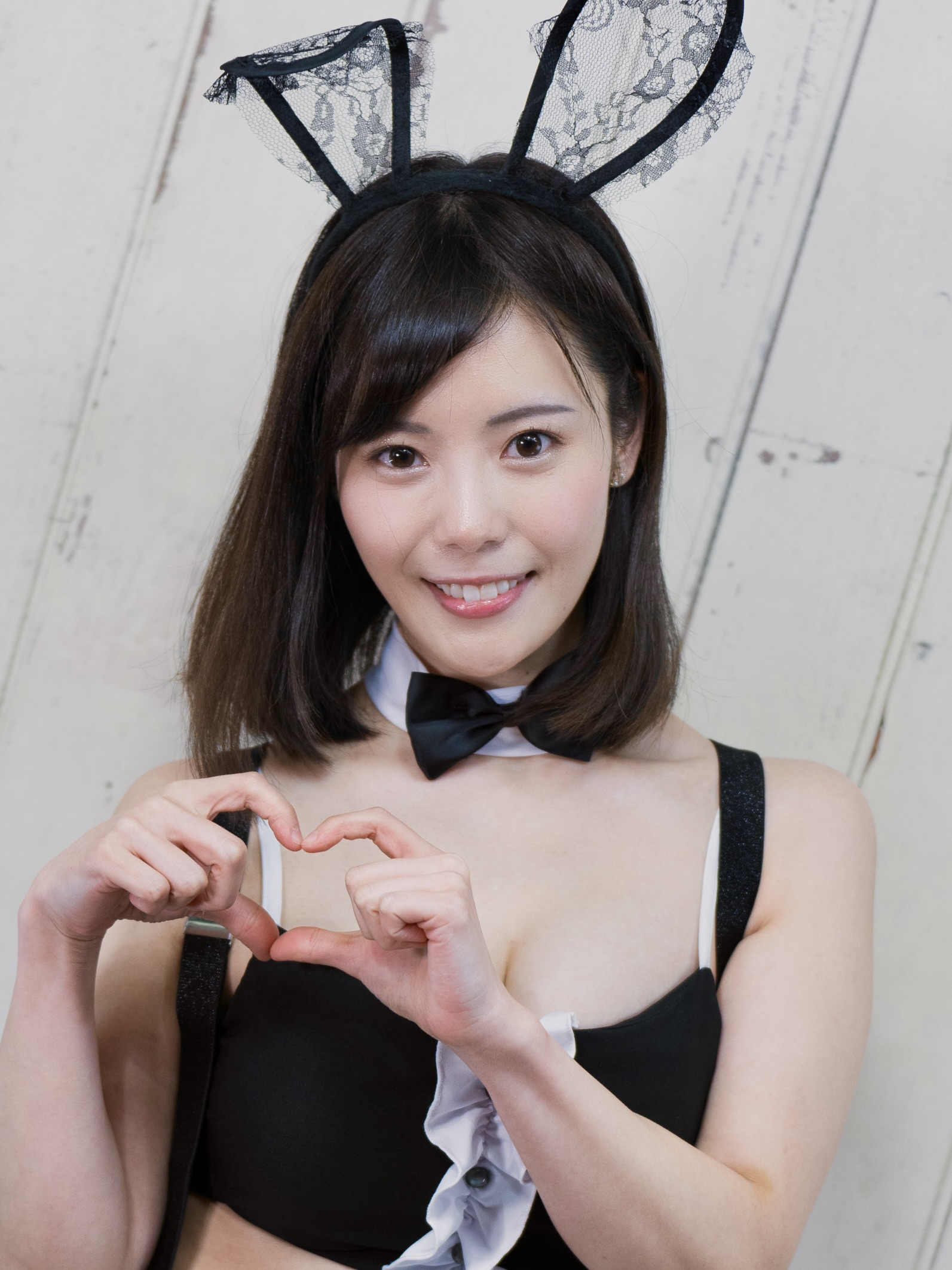
デビューイベント（2022年2月撮影）

2021年12月、マドンナの専属女優としてAVデビュー。
2022年2月をもって専属を離れ、企画単体女優となる。

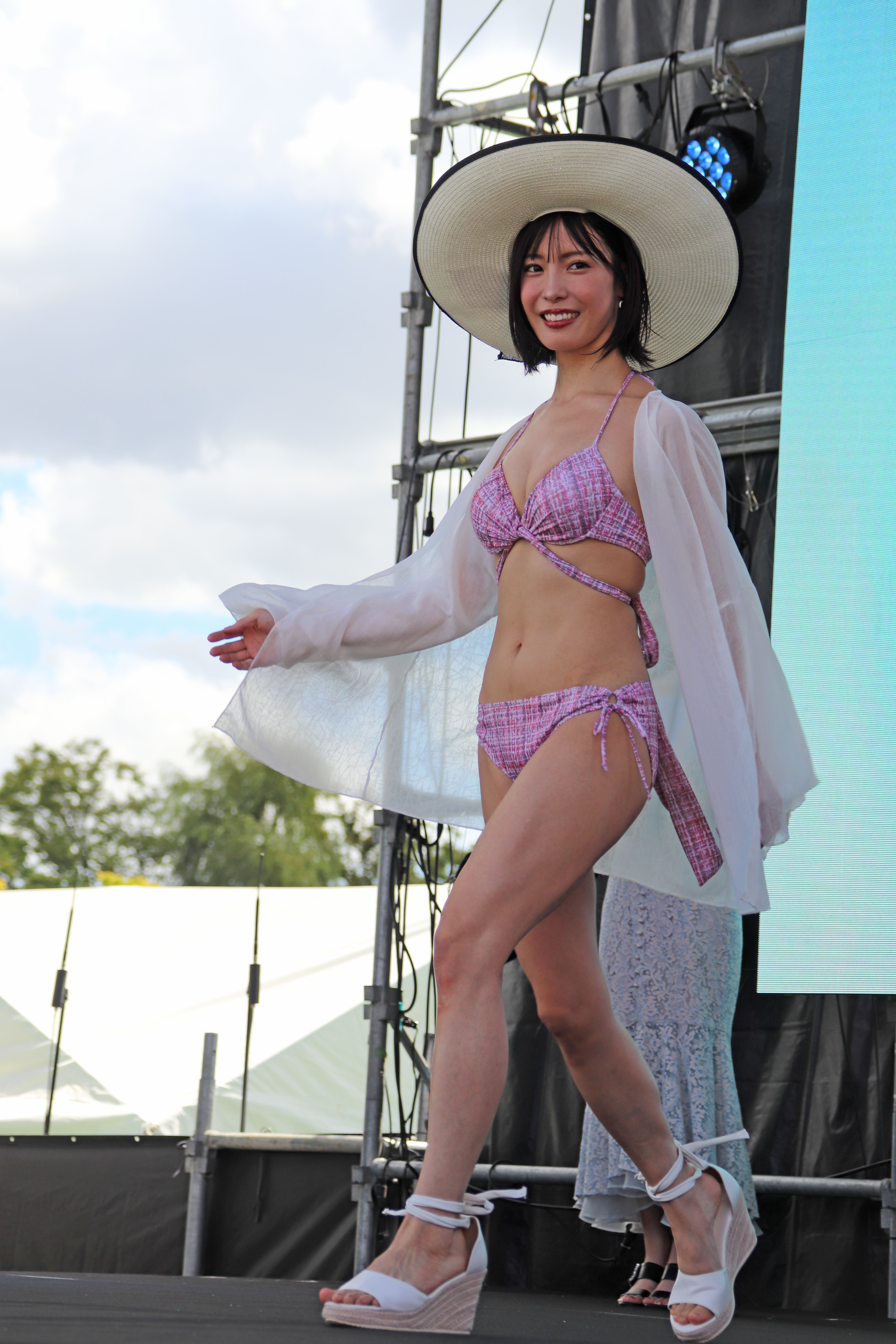
ランウェイを歩く及川（2024年9月撮影）

2024年9月15日には、『TREND GIRLS 撮影会 2024』内のTREND GIRLSファッションショーに参加し、ランウェイを歩いた。
2024年12月公開『離れられない君へ』（小栗はるひ監督）で映画初出演。
2025年2月21日、不慮の事故にあい顔を13針縫合したことをガーゼを顔に当てた写真付きで報告。治療期間中は休業する。

## 人物
趣味は水泳と書道。
母の影響を受け、5歳から書道を始めて中学3年で師範試験に合格した。現在はアーティスト団体に所属しており、作品の最高値については「部屋の壁に直接書いた書で50万円」という。
しみけんより「最高のフ○ラ女優7選」に選出。

## 映像作品

### アダルトDVD
- 美人だと気づいてない“無自覚美人”―。 及川うみ 29歳 AV DEBUT 高嶺の花なのに、手が届きそうな距離感がズルい―。（12月28日、マドンナ）

- 専属・無自覚美人第2弾は中出し解禁ドラマ!! 夫は知らない 〜中出しの快楽に溺れる私の淫らな欲望とヒミツ〜（1月25日、マドンナ）
- Gカップ無自覚美人!! 人気シリーズに登場!! 母の友人（2月22日、マドンナ）
- 予約半年待ちリピ率100% 某メンズエステ店 密室×密着 イキ過ぎた禁断サービス 連続発射サービス編 その2（4月1日、DOC）
- 友人の母親と2人だけの秘密。 おばさんに無理矢理中出しセックスしたことは…。（4月5日、VENUS）
- 120％リアルガチ軟派伝説 107（4月15日、プレステージ）
- ナンパコNo.27 夫婦共にIT系で働く清楚系な人妻は夜の営みが少ないと愚痴りながら2回中出しされた!（4月27日、First Star）
- もう息子なしでは生きていけない…。 母親が絶頂60回突破するエロス極限トランス中出し（5月3日、VENUS）
- 一般男女モニタリングAV×マジックミラー便コラボ企画 路上実験!“肉体労働の女はやっぱりエロい”という噂は本当か!? 現場で汗を流すガテン系女子にいきなりデカチン見せつけ! Mっ気を引き出す超羞恥ミッションで濡れだした汗だくオマ○コにデカチ○ポをねじ込まれ身体がのけぞるほどの激ピストンで連続本気イキ! 合計35回（5月17日、DEEP'S）
- 美人書道家AV堕ち（5月24日、豊彦）※「福島知子」名義
- 素人娘がM男君の自宅を訪問! 4 責め経験ほぼゼロのうぶな女子たちが、底知れぬM心に触発されドS痴女性が開花! 「もう出ちゃうんですか…//」 乳首舐め手コキや顔騎フェラで散々焦らした後は、杭打ち騎乗位で自ら腰を振ってイキまくる! M男君の10倍昇天してもまだ足りず、精子が空っぽになるまで強制連続搾取!（5月27日、赤面女子）
- 旦那がいない三日間に昔の男に復讐リベンジレ●プされて身も心も壊れた人妻 / 及川うみ（5月31日、マザー）
- 妊娠させてもいい人妻! ド理想な、エロ無関心だった清楚妻を【イキ潮吹き散らかす雑魚オナホ】にしてみた(S級妻★中出し)（6月7日、新セカイ/妄想族）
- えっ?全員女性っ?!薄着の引っ越し屋がデカ尻を目の前で振りまくって挑発するので我慢できずフル勃起!!バレないのを祈るしかないが無理っ!!（6月9日、LEO）
- 絶倫怪人衆&絶倫椅子VSスーパーヒロイン 刑捜戦隊セキュアレンジャー（6月10日、GIGA）
- スチュワーデスin... (脅迫スイートルーム)（7月1日、ドリームチケット）
- 『愛し合う夫婦が残したいメモリアルヌードフォト』と題された雑誌の企画と妻を騙し、絶倫チ○ポ男と素肌密着偽撮影会で寝取られ検証!! 旦那よりも若くてカチカチに反り返ったチ○ポがマ○コまで3cmに超接近して奥さん急激欲情!? 旦那が近くにいるにも関わらず生中出し!! 12（7月15日、DOC）
- 一人暮らしを始めた息子の部屋に通う巨乳母近親相姦（7月22日、TMA）
- 馬乗りフェラ顔射 2（7月26日、SEX Agent/妄想族）
- 性癖晒します。美し過ぎる潮吹き書道家 及川うみ（9月20日、ドグマ）
- 母のママ友たちとAV鑑賞する事になってしまった童貞のボク。AVを初めて見たママ友たちは発情して『AVみたいなエッチがしたい』とまさかの大乱交 2（10月11日、Hunter）
- 悩殺人妻 ザーメン搾取 及川うみ（10月13日、センタービレッジ/桃色吐息）
- THE ドキュメント 本能丸出しでする絶頂SEX 恋する乙女快楽狂い悶絶絶頂性交 及川うみ（11月1日、美人魔女/エマニエル）

- 湯けむりちゃんねる【温泉女子】美白巨乳美女が有名温泉地でビチョビチョ濃密にハメ狂う 撮影以外の放送事故映像をノーカット!! 湯女 うみ ＃温泉Y●uTuber ＃桃源郷 ＃放送事故 ＃ガチイキ中出し 及川うみ（1月3日、桃太郎映像出版）
- 新任の女教師はバレたらヤバい状況に興奮する小悪魔痴女だった! 「声出したら、お友達に気づかれちゃうよ…」 脳みそと股間を直撃するささやき淫語で童貞男子を逆レ搾精! 及川うみ（2月7日、FunCity/妄想族）
- 【G1】スパンデクサー コスモエンジェル 恥辱まみれのプリンセス 及川うみ（2月10日、GIGA）
- 都内某社で働く上品な美人OLはどこでも誰のでもチ○ポをしゃぶってお口とマ○コに精子を溜め込むザーメン狂いの淫乱女だった!（2月14日、グローリークエスト）
- 見知らぬ3組の夫婦がひとつ屋根の下でスワッピング共同生活! 家事などシェアして助け合い! さらにヤリたい時はチ○コもマ○コもシェアして夜の性活も充実! だから色々なエッチが楽しめて大・大・大満足! しかも子供が出来たら育児もシェア出来るから心配無用で子作りし放題!!（2月14日、Hunter）
- マッチングアプリでナンパした隠れ巨乳シロート美女に狭い公共便所で「僕のオナニー見てください!」 即金ガチ交渉!! 目前のフル勃起チ●ポに興奮隠せず… 生唾ゴクリ発情 細腰フリまくり巨乳ビクつきイクイク生SEX!!（2月21日、FunCity/妄想族）
- 妻がいる至近距離で平然とマッサージしながらこっそりチ○ポを挿入し腰振り騎乗位で中出しまでさせるエステティシャン 7（3月23日、ナチュラルハイ）
- ファーストクラス絶品人妻ナンパ 16（4月14日、ホットエンターテイメント）
- AV史上最多!? 射精回数25回以上! 引っ越し先の団地で欲求不満の5人の若妻たちと数珠繋ぎFUCK! 勉強しないで毎日ヤリまくり! ボクのデカチンにハマった若妻たちは即リピーター! 巨乳、デカ尻、敏感早漏若妻たちが何度も何度もボクの処にやってきて…（6月13日、Hunter）
- 実家に帰ってきた巨乳 & 巨尻のエロ過ぎる叔母さん2人と狭いお風呂でサンドイッチ状態で入る事に! 右見ても左見ても巨乳! 当然ボクはフル勃起!（6月27日、Hunter）
- 粘着ストーカーMの依頼痴漢・自宅侵入記録#95・96（7月6日、蜃気楼）
- 部屋連れ込み隠し撮りSEX そのまま勝手にAV発売 19（7月21日、DOC）
- 今、失踪した愛しき妻の輪姦レイプ映像がDVDで送りつけられて来た… 及川うみ（7月25日、オーロラプロジェクト・アネックス）
- 社員旅行で美人女子社員たちと男はボク1人の夢の王様ゲームで大乱交! 日常を離れ、温泉宿でまさかの激エロ体験出来ちゃいました! アラサー女子社員たちはとにかく欲求不満!（7月25日、Hunter）
- ギラギラ太陽! エロ眩しい水着! 湘南ビーチのWビキニ美女が何度も射精させるほど高額賞金GET! 連続射精チャレンジ! 精子を搾り取るためにすんごいエロテク発動ww ハーレムエチエチ逆3P //キツキツ桃色おま○こ生挿入! 「生ならいっぱいイケるよね」SP（7月28日、赤面女子）
- 彼女には大き過ぎて入らなかったデカチンをむしろ喜んで受け入れイキまくる淫乱義母! 3（8月8日、Hunter）
- こんなお尻見せつけられたら後ろから種付けしたくなるのは仕方がない… 3（8月10日、LEO）

- 業務中のOL達が突如現れる‘顔面’に遠慮なくマ●コを押し付けられる職場 （株）OFFICE クンニながら（3月20日、SODクリエイト）

- 書道コンクールに応募する書道家は己の体で勝負する 及川うみ（4月29日、マザー）

### アダルトVR
- 元カレとのエッチな思い出を語りながら手コキで抜いてくれるありがたい彼女（2022年8月19日、CASANOVA）

### ネット配信
- 〈筆エロ書道妻!乳首&クリにトメ・ハネッ女体筆弄り!×超敏感トビ潮連発中出しSEX3連発!〉自宅で書道を教える子持ち妻がおっぱい押し当て生徒を誘惑!女体に筆使う延長レッスン!乳首とクリを毛筆責め!筆イキ炸裂!敏感すぎてトビ潮連発!ハメ潮フェスティバル!団欒ソファで!お風呂で!夫婦の寝室で!背徳の3中出し決行!!!（3月27日、プレステージプレミアム）
- 【『他の人とシてごめんなさい...。』ハメ潮ダダ漏れGcup美人妻とナマナカ禁愛性交】年下セフチンの独占欲にまみれた無計画膣内射精に膣キュン♪Gスポ直撃に挿入するたび噴き出るお潮...緩急あるピストンに連続絶頂!『もっといじめて...?』真正ドMがグングン加速wお尻を真っ赤になるまで叩かれ自ら腰振り懇願汗だく騎乗位→顔射Finish!!離婚&妊娠覚悟のNTRセックス2回戦!【あまちゅあハメREC#うみ#ドM美人妻】（4月5日、MOON FORCE）
- 【童顔×美女×美巨乳】上品で顔も綺麗なバック大好きなGカップ美女、ぷるぷると揺れる・・スレンダーな体型の彼女・・どんどん激しくなって・・ ネットでAV応募→AV体験撮影 1811（4月23日、シロウトTV）
- うみちゃん (oreco070)（5月19日、俺の素人-Z-）
- 鮎川いずみ（5月25日、東京恋人）
- 【足ピンしてイキまくるスケベ女】潮で男を溺れさせたい♪ハメ潮ダラダラよだれ汁もダラダラ、おっぱいで誘惑させ男に勘違いさせちゃう文句なしの変態登場!正常位でバックで膣をしめつけ同時イキは必見!!揺らしに揺らしたおっぱい!奥に突かれ、奥までしゃぶり尽くす!!始まったらもうチ●コは離さない!ずーっと言葉責めせれながらヤリまくる!!【エロのスジガネNO.15】（6月10日、SUKEKIYO）
- 【とてつもないイイ谷間を持っている娘がいるんだね…メンズエステって。予想外で戸惑いまくり!】施術中、お姉さんの柔らかい胸に手が当たる…あの谷間の奥を探検してみたい!そんな妄想していたら…紙パンツの中は野蛮な状態に。あれ?お姉さんも獣のような目つき。紙パンツ内の野獣を咥え、弄び…堪らず発射。恋焦がれた谷間のパイズリで発射!お姉さんから騎乗位ナマ挿入してお腹に射精、続けて中出し3連発!（6月10日、ドキュメントdeハメハメ）
- 【欲求不満なサレ & レス妻に中出し2連発!!!】 超ハイスペック美人妻を吉祥寺でナンパ! 久しぶりのSEXでアソコの形が浮き出るほどぐっしょり濡らし… 爆乳Gカップでパイズリ奉仕!! 性交中に旦那から突然着信… 旦那に聞こえるぐらいの爆音ピストンで寝取る!! チ●ポ抜くたび溢れ出すハメ潮シャワーで家中大洪水!!の巻 及川うみさん 35歳 歯科医師の妻（6月27日、プレステージプレミアム）
- 百戦錬磨のナンパ師のヤリ部屋で、連れ込みSEX隠し撮り 251 うみ 29歳 清楚系サセ子  清楚な見た目と裏腹! 完全ヤリモクのサセ子ちゃんを家に連れ込み! 勝手にオナニーを始めるスケベっぷりも、巨根で突かれてヒンヒン喘ぐ姿も余す所なく隠し撮り!（6月28日、ナンパTV）
- マリン（7月3日、いんすた）
- ラグジュTV 1592 唯香 29歳 書道家  色白美人な書道家がAV初出演!! しばらくご無沙汰で敏感になった身体は少しの刺激で潮を吹いてビクビクと痙攣! 真っ白な柔らか美乳を揺らして快楽に喘ぐ!!（7月27日、ラグジュTV）
- 【大人しいお姉さんが潮垂れ流し】「お酒が私のバイアグラです♪」お酒を飲んだら即発情!? クジラのごとくマ●コから勢いよく吹き出す潮!! ベットも男もカメラもあっという間にびしょ濡れに!! 出しても出しても噴き出す潮を前にマ●コの潮全部ヌク大作戦決行!! 中出ししちゃっても潮と一緒に●い流せばオールOKっしょwww ＜エロい娘限定ヤリマン数珠つなぎ!! ～あなたよりエロい女性を紹介してください～ 111発目＞ うみ 28歳 医療事務（8月5日、街角シロウトナンパ）
- マリン 2（8月18日、いんすた）
- 【海ナンパ2022】一人ぼっちの人妻をナンパ→ホテルでしっぽり♪超美乳に整ったマ●コ! 手マン + クンニで潮吹いちゃうドスケベ人妻! 早漏の旦那を忘れさせるピストン連打でイキ狂う! 首●めにも悦んじゃう変態っぷり! ヤリたい放題、中出し放題のひと夏の過ちセックスwww うみ 32歳 看護師（9月4日、街角シロウトナンパ）
- 【美人奥様】【エロすぎるスタイル】美人過ぎる美人奥様がお越しくださいました。旦那さんが単身赴任で性を発散する機会がありません。『不倫は文化』っと言うことわざがある様に、 夫の居ぬ間にイケないことを経験しにきました♪ 【欲求不満】【爆乳Gカップ】息を飲む美しさを放つ奥様は透き通る綺麗な美肌に男を喜ばせる超絶フェラ。久しぶりの刺激にうっとり顔で感じ体を震わせ快感を感じる姿は美しい。上品な佇まいから醸し出される淫猥な濃厚濃密SEXを見逃すな!! うみ 29歳 専業主婦（9月20日、ARA）
- 泥酔生エッチ ＃美女OL＃暴発中出し＃超絶フェラ＃ドS高速腰振り＃連続イキ（9月29日、きゃっち）
- 【『●ども生まれたらどうしよう♪』最高の美巨乳人妻と最後の不倫セックス】 不倫デートでムラムラが収まらず車内でフェラ抜き大量口内射精/チ○ポで蓋をしないと潮吹きまくりで抜く度にそこら中ビチャビチャ! 旦那よりも気持ちいいデカちんにエグられ快楽に抗えない理性皆無SEX/「最後だからゴム取っちゃう?」最後の記念にゴムを外して生ハメ全力ファック! 妊娠よりも快楽優先♪ 墜ちた人妻マ○コに種付け大量中出し【しろうとハメ撮り＃くみ＃29歳＃OL】（10月19日、MOON FORCE）
- 海 (hoi238)（10月28日、素人ホイホイZ）
- うみ（11月7日、アイドリ）
- 美筋Gカップの肉体派美女と真夏の木更津へ! 清楚で綺麗なお姉さんなのに、寂しさから酒に●ったらエッチなこともゆる～っとOK!w 美マン決壊で潮吹きまくり! 体と体がぶつかり合う、一夏の激情中出しSEX!：今日、会社サボりませんか?63 in五反田 うみさん 29歳 歯科助手（11月14日、プレステージプレミアム）
- 【激イキ潮狂い!!】将来は女優になりたい…! 清涼感抜群の新人グラドルが覚悟の肉体営業!! 清楚な見た目から繰り出される怒涛の連続スプラッシュは必見ですwwww 宝田ゆうみ（11月15日、まんまんランド）
- 【スレンダーで痴女みのあるお姉さんをハメ倒す!】 芸能人レベルの顔面偏差値! 美人過ぎるどスケベ整体師とハメ撮りSEX! 【整体師 / 凄テク美女】 まきちゃん（12月3日、ハメタバース）
- 【パーソナルジム盗●】横川さん【生ハメ中出し】（12月27日、Jackson）

- ＃むっつりドスケベ看護師と水族館デート ＃ビッショビショ蛇口マ◯コの持ち主！突くたびにギガ潮吹き!? 大人な淫乱彼女とねっとりハメ撮り!!! オトナなエロさを独り占め! 潮が止まらない!! 官能的な看護師＠かえでさん (25)（1月26日、はめどりでぃず）
- メイ & MAO & うみ（2月5日、いんすた）
- うみ (instc400)（2月19日、いんすた）
- U136ちゃん（3月24日、蜃気楼）
- 【寝取らせ】清楚な美巨乳妻が妊活前の記念撮影【メモリアルヌードフォト】うみさん / 結婚10年目の清楚系妻（3月31日、ドキュメントdeハメハメ）
- 【溺れるほど漏らす女 × 不倫一筋じゃ抱かれ足りない淫猥性交】男を狂わす魔性の女は責めも受けも超一級品!! 「イキたいの? まだダメっ♪」 恍惚な表情を浮かべながら、寸止め焦らし手コキで甘々にじっくり責める! 熟れ始めた肉付きの良い身体、エロ乳エロ尻全てが素晴らしい… 抜き差しからの止まらない潮吹きで欲求不満を爆発させるド淫乱セックス!! 【NS TOKYO FUCK 8人目 うみ】（5月24日、SUKEKIYO）
- うみ（6月15日、Cullet）
- 清楚系美巨乳CAうみ【意識混濁】 うみ / 清楚系美巨乳CA（6月24日、ゲスヤミ）
- 【乱交】清楚系美巨乳CAうみ & むっちり爆乳CAねね（7月8日、ゲスヤミ）
- 旅は貞淑妻さえも大胆にさせる…すぐ傍に人の気配を感じる露天風呂で身も心も大解放! 「お家でこんなになったことない…」 ねっとりピストンで愛される悦びを思い出した身体はイキっぱなし! 放物線を描く大量のハメ潮が止まらない初めての不倫旅行! 【なみ/32歳/結婚5年目】（7月10日、MOON FORCE）
- うみ & かほ (oreco377)（7月19日、俺の素人-Z-）
- マジ軟派、初撮。1948 うみ 28歳 コンサル業 (社長令嬢)  みなとみらいで見つけた社長令嬢! 清楚で真面目そうな雰囲気とは裏腹にガードはユルユル…! すんなりと男を受け入れペロペロ丁寧なフェラでご奉仕♪ ち○ぽを挿入すれば自ら腰を動かし快感に浸ってしまうエッチなお嬢様でしたwww（8月20日、ナンパTV）

### イメージビデオ
- うみんちゅ（2025年2月25日、アースダイバー）

## 書籍・出版

### デジタル写真集
- うみに溺れて【グラビア写真集】及川うみ（2022年6月24 日、プレステージ出版、撮影：C:TAKERU）
- うみに溺れて【ヌード写真集】及川うみ（2022年6月24 日、プレステージ出版、撮影：C:TAKERU）

### 雑誌
- アサヒ芸能 2022年2月17日号（徳間書店） - 「「二刀流」AV女優5人「ドン欲」過ぎる兼業処世術」[8]

## 出演

### 映画
- 離れられない君へ（2024年12月1日、オーピー映画）- 緒方燈子 役[5]

### 舞台
- GIGAスーパーヒロインライブvol.8（2023年6月3日、東京・from scratch）‐ セキュア3号/コスモエンジェル 役[10]
- GIGAスーパーヒロインライブ Vol.15（2024年2月3日、東京・from scratch）- ビーストイエロー/シールドピンク 役[11]
- GIGAスーパーヒロインライブ Vol.18（2024年6月1日、秋葉原From Scratch）- コスモエンジェル/アースホワイト 役[12]
- GIGA30周年スーパーヒロインライブ2Days（2025年6月29日、東京・from scratch）- ティナ/ビーストイエロー 役[13]

### オリジナルビデオ
- 超美神フローラ（2024年4月12日、ZENピクチャーズ）- 宇宙捜査官・フローラ 役
- HEROINE征伐 機闘戦隊サイバルオン（2024年11月8日、ZENピクチャーズ）- 美杉香/サイバーアテナ 役